# Monica Avanesian
Monica Avanesian (Armeens: Մոնիկա Ավանեսյան) (Jerevan, 18 oktober 1998) is een Armeense zangeres.

## Biografie
Monica vertegenwoordigde haar land op het Junior Eurovisiesongfestival 2013 in Kiev. Na een voorronde werd Monica geselecteerd en mocht zij zodoende haar vaderland vertegenwoordigen op het festival, met het liedje: Choco factory. Monica trad als derde op. Ze werd uiteindelijk zesde met 69 punten.